# Calceolaria leucanthera
Calceolaria leucanthera là một loài thực vật có hoa trong họ Calceolariaceae. Loài này được Pennell mô tả khoa học đầu tiên năm 1951.